# Mesquita Bolo Hauz

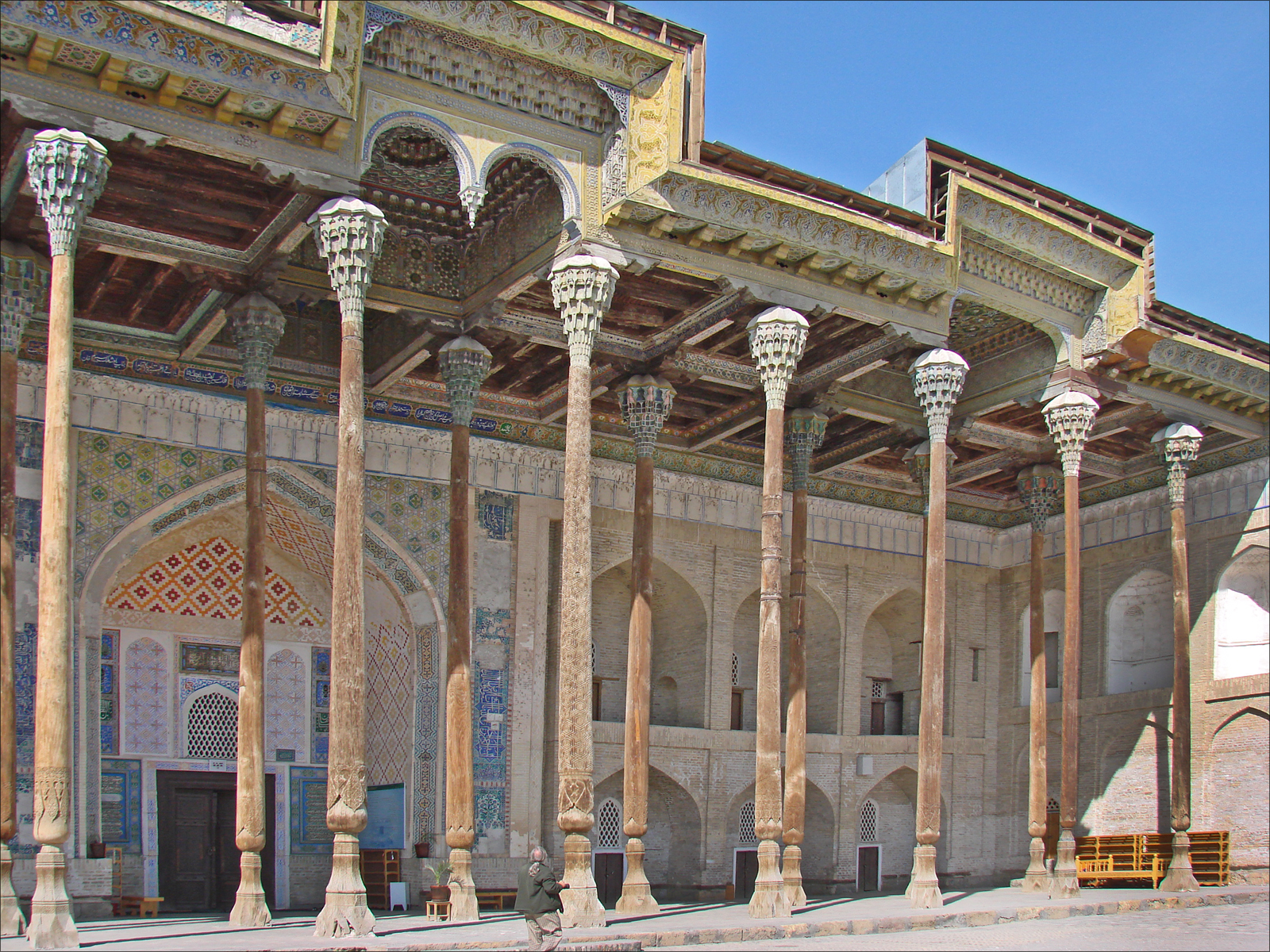
Ivã frontal de madeira da Mesquita Bolo Hauz

A Mesquita Bolo Hauz, Bolo Haouz ou Bolo-Khauz (em usbeque: Bolohovuz) é uma mesquita histórica no centro histórico de Bucara, um sítio classificado como Património Mundial pela UNESCO no Usbequistão. Situa-se na praça do Registan, no lado ocidental, em frente à Ark (cidadela), que fica no lado oriental da praça, formando um kosh, um arranjo urbanístico típico da Ásia Central, no qual dois monumentos formam um par simétrico, segundo um mesmo eixo longitudinal.

## História
A mesquita faz parte dum conjunto arquitetónico que também inclui um lago artificial (hauz) e um minarete. A sua construção foi iniciada em 1712, por ordem da esposa do cã de Bucara Abul Faiz Cã (Abulfayzxon; r. 1411–1747), e é um dos últimos e mais importantes e belos monumentos de Bucara anteriores à Idade Contemporânea. Segundo uma lenda, a mesquita foi construída pelo fundador do Emirado de Bucara, Xá Murade (Shohmurod; r. 1785–1800) para orações públicas porque gostava de estar entre pessoas comuns. O minarete, de peequenas dimensões foi construído em 1717 e é da autoria dum arquiteto local famoso, Shirin Muradov.
O nome significa "por cima do tanque" ou "tanque das crianças", referindo-se ao hauz (lago artificial) octogonal que fica em frente da mesquita. Tradicionalmente, e sempre que possível, as mesquitas de Bucara tinham um hauz. Além da sua função decorativa, os hauz constituíam o principal meio de abastecimento de água da população e frequentemente eram focos de doenças que assolavam constantemente a cidade, o que levou a que muitos deles fossem drenados. Durante o período soviético o edifício foi usado brevemente como clube de trabalhadores proletários, mas depois foi cuidadosamente restaurado.

## Arquitetura
É uma mesquita congregacional ("de sexta-feira"), com dimensões suficientes para nela se reunir grande parte da população da cidade para a jumu'ah (oração do meio-dia de sexta-feira). Na prática, a mesquita era o local de culto pessoal do emir de Bucara, que frequentemente se deslocava entre ela e o palácio da Ark (cidadela) com grande pompa e cerimónia, caminhando sobre tapetes colocados especialmente para a ocasião. Era na mesquita que o nome do emir era lido em voz alta nas orações de sexta-feira, salientando a sua autoridade absoluta sobre a cidade e todos os seus assuntos.
O desenho da mesquita apresenta caraterísticas híbridas curiosas, que refletem o clima rigoroso de Bucara, com calor sufocante no verão e frio de gelar no inverno, com clima ameno entre eles. À semelhança do que foi feito em Quiva, os arquitetos adaptaram os edifícios a esses extremos climáticos dotando-os de ivãs voltados para norte ou leste, abertos em pleo menos um dos lados para proporcionar ventilação e sombra no verão. Nos meses de inverno, os ocupantes deslocavam-se para o interior, onde eram acesas lareiras. Na Mesquita Bolo Hauz, o núcleo do edifício é a mesquita de inverno, com paredes espessas de tijolo, encimada por uma ampla cúpula. O interior é decorado com abóbadas com muqarnas, principalmente na antecâmara adjacente ao mirabe.
No verão, os fiéis usavam o espaçoso ivã do lado oriental, o qual tem um salão com 42 de comprimento por 10 metros de largura e 12 metros de altura, sustentado por 20 pilares e delimitado em três lados por paredes de tijolos. Como observam Chuvin e DeGeorge, essa planta faz lembrar os "quarenta pilares" (Chehel Sotoun) comuns na arquitetura persa. Cada um dos pilares é formado por dois troncos de árvore (nogueira, ulmeiro e choupo) ligados nas extremidades para aumentar a altura. O ivã é abundantemente decorado, com estalactites de madeira esculpida e pintada, com arabescos, motivos florais e padrões geométricos. Pela rica decoração, nomeadamente as pinturas de cores vivas, e pela sua altura, o ivã é apontado como um dos mais belos e mais altos da Ásia Central.
Esse ivã com 20 pilares é relativamente recente, tendo sido construído no início do século XX. Antes disso, a mesquita tinha apenas o núcleo central de tijolo ou poderá ter tido outro ivã de madeira que já não existe. O ivã de madeira atual foi poupado pelo fogo que destruiu a maior parte da vizinha Ark durante a tomada da cidade pelo Exército Vermelho em 1920.